# Диц, Генрих Фридрих фон
Генрих Фридрих фон Диц (нем. Heinrich Friedrich Diez, с 1786 года von Diez; 2 сентября 1751, Бернбург — 7 апреля 1817, Берлин) — прусский дипломат, востоковед и библиофил.

## Биография
Диц родился в семье бернбургского торговца текстилем Кристиана Фридриха Дица. Спустя несколько месяцев после рождения сына семья переехала в Магдебург. После обучения в магдебургской школе Диц отправился изучать юриспруденцию в Галльском университете, после чего поступил на юридическую службу в Магдебурге, вскоре возглавив канцелярию.
Заскучав от чиновничьей службы, в 1784 году Диц подал прошение лично Фридриху II назначить его поверенным в Константинополе. Через два года успешной дипломатической службы Диц был возведён в 1786 году в дворянское сословие. 
Диц получил известность благодаря своим ориенталистским исследованиям, был знаком с Гёте и Глеймом. 
Диц собрал обширную библиотеку в 17 тысяч томов, которую он завещал прусской государственной библиотеке. В 1815 году он перевёл на немецкий язык часть огузского эпоса «Китаби деде Коркуд» («Басат убивает Тепегёза») и издал его со своим комментарием, впервые введя это произведение в научный оборот.

## Избранные труды
- Apologie der Duldung und Preßfreiheit, o.O. (Dessau) 1781
- Archiv Magdeburgischer Rechte, Magdeburg 1781
- Benedikt von Spinoza nach Leben und Lehren, Dessau 1783
- Über deutsche Sprach- und Schreibart, Dessau 1783
- Über das königliche Buch (Fabeln des Bidpai), Berlin 1811
- [Übs.] Buch des Kabus, Berlin 1811. Auch: hrsg. Turgut Vogt. Spur, Zürich 1999
- Denkwürdigkeiten von Asien in Künsten und Wissenschaften. 2 Bde. Berlin 1811-15
- [Übs.] Rasmi Achmes Efendis Geschichte des Krieges zwischen den Osmanen und Russen 1768—1774, Berlin 1813.

## Образ в кино
- В советском фильме «Адмирал Ушаков» (1953) роль фон Дица исполнил Сергей Солоницкий.